# Digi Snacks
Albums de RZA
The RZA Instrumental Experience
(2007) Afro Samurai: The Resurrection
(2009)
Singles
1. You Can't Stop Me Now
Sortie : 2008

Digi Snacks est le quatrième album studio de RZA, sorti le 24 juin 2008.
L'album s'est classé 13e au Top Independent Albums, 29e au Top R&B/Hip-Hop Albums et 111e au Billboard 200.

## Liste des titres
| No  | Titre                                                                                           | Contient un (des) sample(s) de             | Durée |
| --- | ----------------------------------------------------------------------------------------------- | ------------------------------------------ | ----- |
| 1.  | Digi Snacks Intro (featuring Understanding)                                                     |                                            | 2:07  |
| 2.  | Long Time Coming (featuring Danny Keyz)                                                         |                                            | 4:11  |
| 3.  | You Can't Stop Me Now (featuring Inspectah Deck)                                                | Message From a Black Man des The Whatnauts | 4:09  |
| 4.  | Straight Up the Block                                                                           | Dirt Off Your Shoulder de Jay-Z            | 3:01  |
| 5.  | Booby Trap (featuring Dexter Wiggles)                                                           |                                            | 3:40  |
| 6.  | Try Ya Ya Ya (featuring Monk et Thea Van Seijen)                                                |                                            | 3:32  |
| 7.  | Good Night (featuring Rev William Burk, Crisis et Thea Van Seijen)                              |                                            | 5:04  |
| 8.  | No Regrets                                                                                      |                                            | 3:01  |
| 9.  | Money Don't Own Me (featuring Monk et Stone Mecca)                                              | Fool Yourself de Little Feat               | 4:52  |
| 10. | Creep (featuring Black Knights, Northstar, Thea Van Seijen et Dexter Wiggles)                   |                                            | 4:44  |
| 11. | Drama (featuring Monk et Thea Van Seijen)                                                       | Drama de The Genius                        | 5:00  |
| 12. | Up Again (featuring John Frusciante, Beretta 9, Rev William Burk, George Clinton et El DeBarge) | Up Again de Michael Jackson                | 6:19  |
| 13. | Put Your Guns Down (featuring Star)                                                             | Woman in Love de Barbra Streisand          | 3:34  |
| 14. | Love Is Digi/Part II (featuring Beretta 9, Crisis et Thea Van Seijen)                           |                                            | 2:47  |
| 15. | O Day                                                                                           |                                            | 4:00  |

| 16. | Don't Be Afraid | I Like It des Emotions | 4:05 |